# Vanja Milinković-Savić
Vanja Milinković-Savić (srbskou cyrilicí Вања Милинковић-Савић; * 20. února 1997, Ourense, Španělsko) je srbský fotbalový brankář a mládežnický reprezentant, od roku 2017 hráč klubu Turín FC.
Jeho otcem je bývalý jugoslávský fotbalista Nikola Milinković, starší bratr Sergej Milinković-Savić se také věnuje fotbalu a matka Milana Savić je bývalou basketbalistkou. Má i sestru Janu.

## Klubová kariéra
- Grazer AK (mládež)
- FK Vojvodina Novi Sad (mládež)
- Manchester United FC 2014–2015
- →  FK Vojvodina Novi Sad (hostování) 2014–2015
- Lechia Gdańsk 2016–

## Reprezentační kariéra
Reprezentoval Srbsko v mládežnických kategoriích U16, U17, U18, U19, U20 a U21.

Zúčastnil se Mistrovství Evropy U19 2014 v Maďarsku.
Se srbskou „dvacítkou“ slavil zisk titulu na Mistrovství světa U20 2015 na Novém Zélandu po finálové výhře 2:1 nad Brazílií (byl rezervním brankářem).